# Wałeczki
Wałeczki – znajdujące się w osadzie moczu cylindryczne agregaty substancji białkowych, w większej części utworzone przez białko Tamma-Horsfalla wydzielane do światła cewki nerkowej w ramieniu wstępującym pętli Henlego. Obecność wałeczków w osadzie moczu określa się jako wałeczkomocz.
W wałeczki mogą być wtopione różne elementy osadu moczu, co określa ich morfologię i stanowi podstawę podziału wałeczków. Spośród nich najczęstsze są wałeczki szkliste, które nie mają znaczenia diagnostycznego. Wałeczki są nieobecne w moczu zasadowym (ponieważ w wysokim pH białko Tamma-Horsfalla ulega rozpuszczeniu).
Wyróżnia się kilka typów wałeczków:
- szkliste
- ziarniste
- nabłonkowe
- czerwonokrwinkowe – patognomoniczne dla kłębuszkowego zapalenia nerek
- hemoglobinowe
- mioglobinowe
- podbarwione bilirubiną
- tłuszczowe
- woskowe
- mieszane
- bakteryjne
- drożdżowe